# Potirna
Potirna – wieś w Chorwacji, w żupanii dubrownicko-neretwiańskiej, w gminie Blato. W 2011 roku liczyła 23 mieszkańców.